# Bacup
Bacup ist eine englische Kleinstadt im Borough of Rossendale in der Grafschaft Lancashire, die beim Zensus 2011 etwas mehr als 13.000 Einwohner hatte.

## Geographie

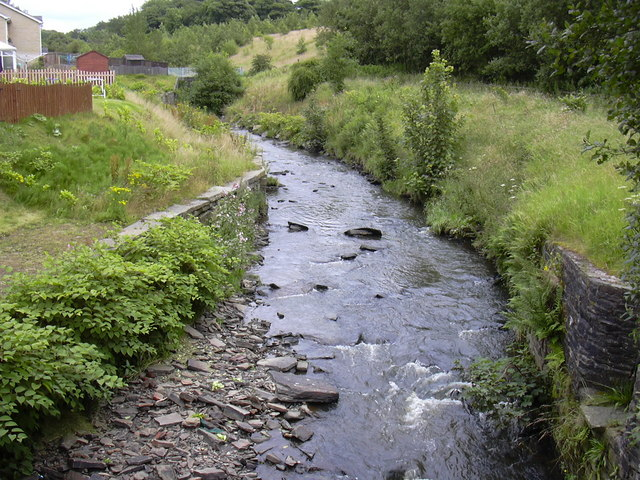
Der River Irwell im Stadtteil Stacksteads

Die Kleinstadt Bacup liegt in North West England im Südosten der Grafschaft Lancashire im Osten des Districts Borough of Rossendale nahe der Grenze zu den Metropolitan Boroughs Calderdale und Rochdale. Die Kleinstadt liegt im größeren Umfeld nördlich von Manchester, südlich von Burnley, östlich von Preston und westlich von Bradford, im kleineren Umfeld nördlich von Whitworth, südlich von Burnley und westlich von Todmorden sowie östlich von Haslingden und Rawtenstall. Geographisch gesehen befindet sich nördlich der Kleinstadt der Forest of Rossendale, östlich der 445 Meter hohe Higher Hogshead und südlich ein Gebiet mit mehreren Steinbrüchen. Zur Stadt selbst gehören neben dem Stadtzentrum Bacup die Stadtteile Broad Clough im Norden, Greave im Nordosten, Britannia im Südosten, Rockliffe im Süden, Huttocks Top im Südsüdwesten und Stacksteads im Südwesten. Die Stadt wird vom River Irwell durchflossen. Sie liegt dabei auf etwa 250 Metern Höhe. Geographisch gesehen liegt Bacup dabei im sogenannten Irwell Valley beziehungsweise im Rossdale Valley der Pennine Hills. Wahlkreistechnisch ist das in drei Wards gegliederte Bacup zum britischen Wahlkreis Rossendale and Darwen zugehörig.

## Geschichte
Die Gegend um Bacup profitierte stark von der Industrialisierung, so gab es Baumwollspinnereien, Wolldruckereien, Färbereien, Eisengießereien, Getreidemühlen und viele Gewerbe in der Kohleindustrie und im Bergbau wie zum Beispiel die Hill Top Colliery nordöstlich der Kleinstadt. Des Weiteren wurde dadurch die Infrastruktur maßgeblich erweitert. Mitte des 19. Jahrhunderts stieg deshalb die Bevölkerung stark an, allein zwischen 1851 und 1861 verdoppelte sie sich fast auf damals insgesamt knapp 11.000 Einwohner. Heutzutage leben in der Kleinstadt etwas mehr als 13.000 Menschen.

## Verkehr
Zu den wichtigsten Straßen von Bacup gehören die A671 road, die A681 road und deren Verbindungsstraße, die A6066 road. Zudem gibt es ein großes Busnetz mit Busverbindungen in mehrere wichtige Nachbarorte und -städte.

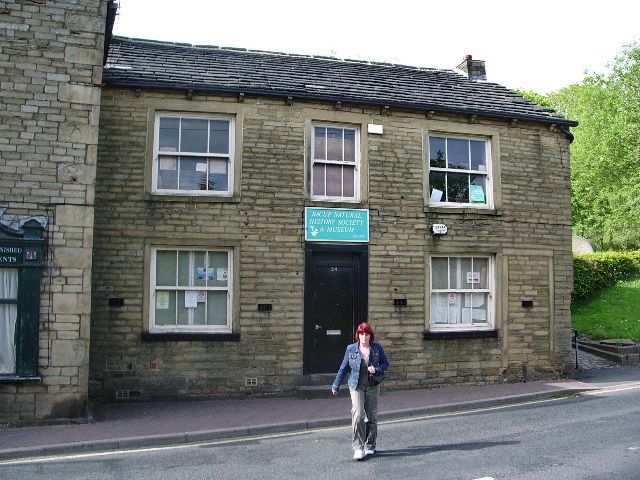
Das Bacup Natural History Museum

## Infrastruktur und Kultur
Bacup hat insgesamt vier Postämter oder -büros, Parkanlagen wie den Stubylee Park, das Bacup Natural History Museum, das Bacup Royal Court Theatre, eine Bibliothek, drei Grundschulen und sowohl einen Cricket- als auch einen Golfclub. Zudem beheimatet die Stadt die Britannia Coconut Dancers.

## Bauwerke
In den drei Wards der Stadt wurden zusammengenommen 75 Gebäude in die Statutory List of Buildings of Special Architectural or Historic Interest aufgenommen, beinahe alle als Grade II buildings. Die einzigen höhergradigeren Bauwerke sind mit der Villa The Laurels im Stadtzentrum und dem Waggoner Tunstead Farmhouse im Stadtteil Stacksteads sogenannte Grade II* buildings.

## Persönlichkeiten
- John Ashworth Ratcliffe (1902–1987), Physiker und Radioastronom
- Leslie Howarth (1911–2001), Mathematiker
- Jim Meadowcroft (1946–2015), englischer Snookerspieler und Kommentator
- Johnny Clegg, OBE (1953–2019), Gitarrist, Sänger, Tänzer und Komponist
- Matty James (* 1991), Fußballspieler